# 張文灝
張文灝（1876年—1904年），字仲堅，浙江省平湖縣人，少負異秉，事親孝讀，書目數行下，為文援筆立就，每一藝出，輒冠其曹，光緒壬辰入學試縣府及學政皆第一（小三元），由貢生中式光緒三十年甲辰恩科會試第9名貢士，未及殿試，纔7日，遘疾遽卒，年僅29歲。士林惜之，有詩文稿未編刻。